# Османска плесница
Османската плесница е удар, използван от Османската армия в случаите, когато войниците са оставали невъоръжени. Целта на този удар е да замая противника и се осъществява като ръката (независимо с коя страна) се цели в лицето на противника. Предимно целта са бузите на противника или неговият врат. 
В Османската армия често се случвало войника да остане невъоръжен по време на битките поради повреда на оръжието или изгубването му. В Османската култура не е било прието по време на бой страните да използват своите юмруци. Причината затова е бил рискът противника да получи трайни повреди на лицето си и често по време на бой е бил осъждан този, който пръв започва да удря с юмруци. Тази плесница се е използвала с определени правила. Тя издавала много силен звук, който е служел за предупреждение на противника. 
Османската плесница се е използвала най-често от гарнизонните войски, които са се сражавали на най-първа линия пред еничарите. Целта на тези войници е била да умори противника и често носели леки и чупливи оръжия. Тези оръжия бързо се износвали и затова войниците започвали да се сражават с голите си ръце. Тези плесници се приемали като доказателство на храброст и са се популяризирали с времето. С времето тази техника е усъвършенствана, като всички войници в Османската армия са били тренирани за тази плесница като са с намазани със зехтин ръце удряли мраморни плочи.